# Uhlandstraße (stanice metra v Berlíně)
Uhlandstraße je stanice metra v Berlíně, ležící v městské části Charlottenburg ve správním obvodě Charlottenburg-Wilmersdorf na křižovatce ulice Kurfürsterdamm a Uhlandstraße.
Stanice byla otevřena 12. února 1913. Mezi listopadem 1957 a zářím 1961 byla stanice uzavřena kvůli stavbě nové přestupní stanice před touto zastávkou. Od 5. března 1964 je uzavřen východní vchod, kvůli přestavbě ulice Kurfürsterdamm. Kvůli požáru stanice Deutsche Oper byly stanoveny nové podmínky ohledně vchodů, že každá stanice musí mít minimálně 2 vchody, proto byl roku 2010 otevřen východní vchod za 1,1 milionu eur.
Spekuluje se o prodloužení linky do Halensee. Projekt zatím nebude realizován, chybí peníze. Zastávkou za touto má být Bahnhof Schlüterstraße.